# Lagynidae
Die Lagynidae sind eine Familie von Protisten aus der Gruppe der Foraminiferen und stellen die zweite größere Familie in der Ordnung der Allogromiida dar.

## Merkmale
Ihre Gehäuse weisen nur eine Kammer auf, sind klein, häutig bis fest und bestehen aus Protein. Die Oberfläche kann rostig verkrustet sein, selten finden sich darin aus dem Sediment aufgenommene Partikel. Die Gehäuse weisen entweder eine einzelne oder zahlreiche verstreute Aperturen auf.
Lagynidae können Kolonien bilden, ihre Gameten weisen zwei Geißeln auf.

## Systematik
Die Familie wurde 1854 durch Max Johann Sigismund Schultze erstbeschrieben. Sie tritt erst seit dem Holozän auf und umfasst die Gattungen:
- Apogromia
- Belaria
- Boderia
- Cystophrys
- Diplophrys
- Heterogromia
- Kibisidytes
- Lagynis
- Microcometes
- Myxotheca
- Ophiotuba
- Pilalla
- Plagiophrys
- Pseudoditrema
- Rhumblerinella
- Schultzella

## Nachweise
- Alfred R. Loeblich, Jr., Helen Tappan: Foraminiferal genera and their classification. E-Book des Geological Survey Of Iran. 2005, online.